# فیزیولوژی انسانی
فیزیولوژی انسانی کتابی از حسین سندگل است که در سال ۱۳۷۱ منتشر و در مراسم کتاب سال جمهوری اسلامی ایران به‌عنوان کتاب برگزیده معرفی شد.